# Скена

Схема давньогрецького театру

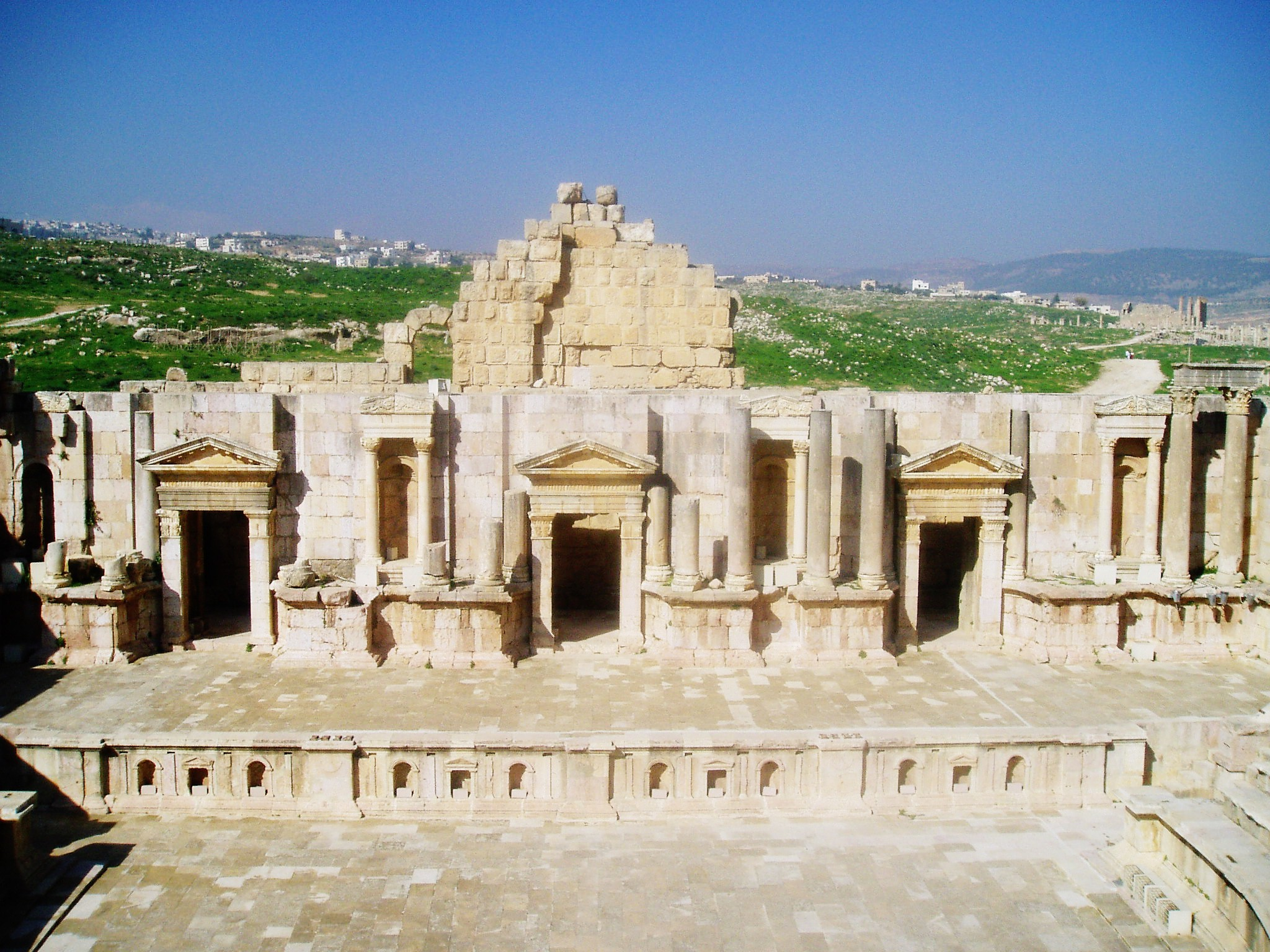
Стародавній театр в м. Ґераш, Йорданії. Споруда ззаду є скена.

Ске́на (дав.-гр. σκήνη, латиніз. skene, основне значення «намет», «шатро») — одна із трьох частин будинку давньогрецького театру (скена, орхестра й місця для глядачів).
Спочатку — приміщення, де переодягалися актори. З ускладненням театральної дії і введенням 2-го й 3-го акторів в 1-й половині 5 століття до н. е. скена стала споруджуватися за орхестрою або по дотичній до її окружності. Від давньогрецького слова skene через посередництво лат. scaena походить сучасне слово «сцена».
У скені також зберігався театральний реквізит.